# Oliveira (Minas Gerais)
Oliveira es un municipio brasileño del estado de Minas Gerais, localizado a 150 kilómetros a suroeste de Belo Horizonte, que tiene 41181 habitantes, conforme las últimas estimativas del IBGE.

## Historia
La historia de Oliveira comienza alrededor de la mitad del siglo XVIII, cuando viajeros portugueses pousavam en sus tierras en las largas caminadas rumbo la Goiás, a través de la Picada de Goiás, o Caminho de Goiás. Del pequeño poblado surgió la ciudad, que en la época del Imperio de Brasil tenía mucha importancia política y hegemonía regional.
Hay informes de que un brote de enfermedades en la región de Mariana también habría provocado un gran desplazamiento de personas para la ciudad. El arraial de Oliveira pertenecía a Vila de São José do Rio das Mortes, la actual Tiradentes (Minas Gerais), y ya tenía una capilla en 1758. El arraial fue elevado a la condición de freguesia en 14 de julio de 1832, elevada a la condición de Vila, en 16 de marzo de 1839 por la ley provincial n.º 134. Oliveira fue elevada a la categoría de ciudad en 19 de septiembre de 1861. A diferencia de vecinas suyas como Ouro Preto y São João Del Rei, su aparición no se debió a la búsqueda de oro y diamantes, y sí al desarrollo de la explotación pecuaria y agrícola, iniciada por los primeros bandeirantes que comenzaron a desplazarse de São Paulo para el interior de Minas Gerais.
Del inicio del poblado hasta su elevación la categoría de ciudad, el municipio siempre se destacó como un punto estratégico de cambio de mercancías y movimiento de capital por parte de los viajeros que por allí pasaban, lo que hizo con que en poco tiempo el lugar tuviera rápido crecimiento.
Con el fin de la esclavitud en Brasil y el incentivo del gobierno para la inmigración, vinieron para la ciudad muchos colonos sirio-libaneses, que más tarde dominaron el comercio. Además, la ciudad tiene una fuerte influencia portuguesa, principalmente en la arquitectura.
Hay dos versiones sobre el origen del nombre de Oliveira. Hay relatos que los primeros habitantes de la región encontraron en aquellos parajes algunos árboles productores de aceituna que los llevaron a denominar el local de "Olivos", nombre que acabó simplificado para Oliveira. No obstante, existió también en la segunda mitad del siglo XVIII, una señora de origen portugués, llamada de Dona Maria de Oliveira, que vivía, en la época del pasaje de las primeras levas de desbravadores rumbo a la Goiás, una casa donde hoy se encuentra la ciudad de Oliveira. Consecuentemente, esta daría nombre al lugar. La ciudad pasó a ser mundialmente conocida a partir del inicio del siglo XX por ser la tierra natal del gran científico Carlos Chagas, que fue el descubridor del agente causante de la enfermedad de Chagas, además de pionero en las investigaciones relacionadas aconlas molestias relacionadas con los protozoarios, e indicado al Premio Nobel en el inicio del siglo pasado en Alemania.

## Geografía
Oliveira se encuentra a una latitude 20º41'45" sur y la una longitud 44º49'37" oeste, a una altitud media de 982 metros, en el circuito regional conocido como Campos de las Vertientes. Forma parte políticamente de la región Oeste de Minas. Su población estimada, en 2006, era de 40966 habitantes según el PNUD, y 41181 habitantes en 2013 según el IBGE. Además de la sede, cuenta aún con el distrito de Morro do Ferro, que tiene una población de aproximadamente 1.500 habitantes, a 35 kilómetros de la ciudad. 
Oliveira es una de las principales ciudades en el Oeste de Minas, siendo la sexta ciudad más populosa de esta messorregião, la 80.ª entre las mayores ciudades del estado, y la 289.ª entre las ciudades del Sudeste de Brasil. Lucha actualmente para hacerse un polo industrial. 
El municipio posee un área de 896494km². 
La ciudad está cerca de las principales zonas urbanas del país, y otras importantes ciudades de Minas Gerais. Distancia en kilómetros de algunas localidades:
- Belo Horizonte: 150km
- Brasilia: 810km
- Buenos Aires: 2640km
- Campinas: 430km
- Carangola: 413km
- Curitiba: 840km
- Divinópolis: 73km
- Itaúna: 110km
- Juiz de Fora: 250km
- Lavras: 90km
- Petrópolis: 360km
- Poços de Caldas: 295km
- Pouso Alegre: 245km
- Ribeirão Negro: 410km
- Río de Janeiro: 420km
- São João Del Rey: 99km
- São Paulo: 440km
- Três Corações: 154km
- Uberlândia: 520km
- Varginha: 170km
- Ouro Fino: 307km

La ciudad da nombre a la Microrregião de Oliveira, que comprende otros ocho municipios situados en el extremo sur de la región Oeste de Minas, limitándose con las microrregiões de São João Del Rei, Lavras, Divinópolis, Conselheiro Lafaiete, Formiga, Itaguara y Campo Belo, siendo así el punto de confluência del Oeste de Minas, la Región Metropolitana de Belo Horizonte, el Sur de Minas y el Campo de las Vertientes.
Microrregião de Oliveira (por población/IBGE 2013):
- Oliveira: 41181
- Carmópolis de Minas: 18205
- Santo Antônio do Amparo: 18162
- Bom Sucesso: 17805
- Carmo da Mata: 11382
- Passa Tempo: 8377
- São Francisco de Paula: 6666
- Piracema: 6575
- Ibituruna: 2979

### Clima
Oliveira está situado en un territorio muy accidentado, en una zona de montañas, por lo que tiene un clima tropical de altitud (cwb), y puede ser considerada en términos nacionales como una ciudad fría. Oliveira tiene medias anuales de temperatura en torno a 19 °C, la más pequeña temperatura ya registrada fue de -1 °C en 18 de julio de 1926, y la mayor fue de 34 °C en 8 de enero de 1930 (temperaturas a la sombra). De ese periodo para los días de hoy, la tendencia fue de disminución de las máximas y un ligero aumento de las mínimas. Su clima es bien revenido como casi todas las ciudades del suroeste y del sur de Minas Gerais. El índice pluviométrico anual gira en torno a 1550mm. 
Con base en las cuatro estaciones del año, sigue abajo la media de temperatura (en grados Celsius) durante las 24 horas de los días correspondientes a la cada estación:
- Media anual: 19,54 °C

| Estación  | Temperatura (en Grados Celsius) |
| --------- | ------------------------------- |
| Primavera | 20,10 °C                        |
| Verano    | 21,57 °C                        |
| Otoño     | 16,82 °C                        |
| Invierno  | 19,67 °C                        |

### Hidrografía
La ciudad de Oliveira se encuentra entre las pendientes iniciales de dos grandes cuencas: la platina y la sanfranciscana, perteneciendo a la primera. Los principales ríos que aprovisionan la ciudad es el río Lambari y el río Jacaré, que es uno afluente del río Grande.

### Relieve terrestre y vegetación
El territorio del municipio está en una región que puede ser considerada como una prolongación de la sierra de la mantiqueira. La ciudad se encuentra en una serie de colinas situadas a una altitud media de 1000 metros por encima del nivel del mar.
El relieve terrestre se divide:
Topografía (%)
- Plano:  5
- Ondulado: 70
- Montañoso: 25
- Altitud máxima: 1209 metros
- Altitud mínima: 910 metros

La vegetación es constituida predominantemente por cerrado y campos, siendo que los campos se encuentran en las regiones más altas.

## Infraestructura

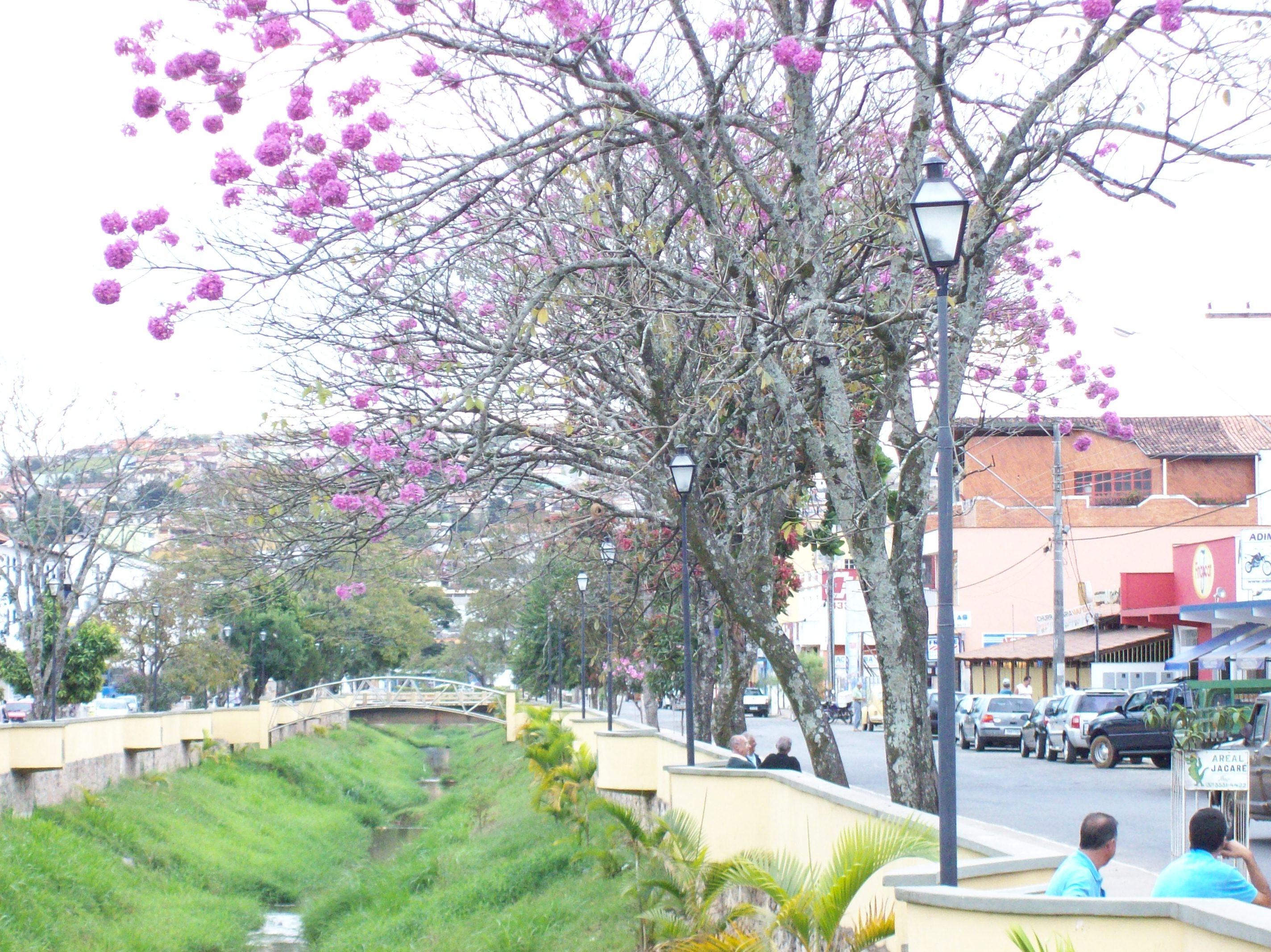
Bulevar Jacéa Abi-Ackel.

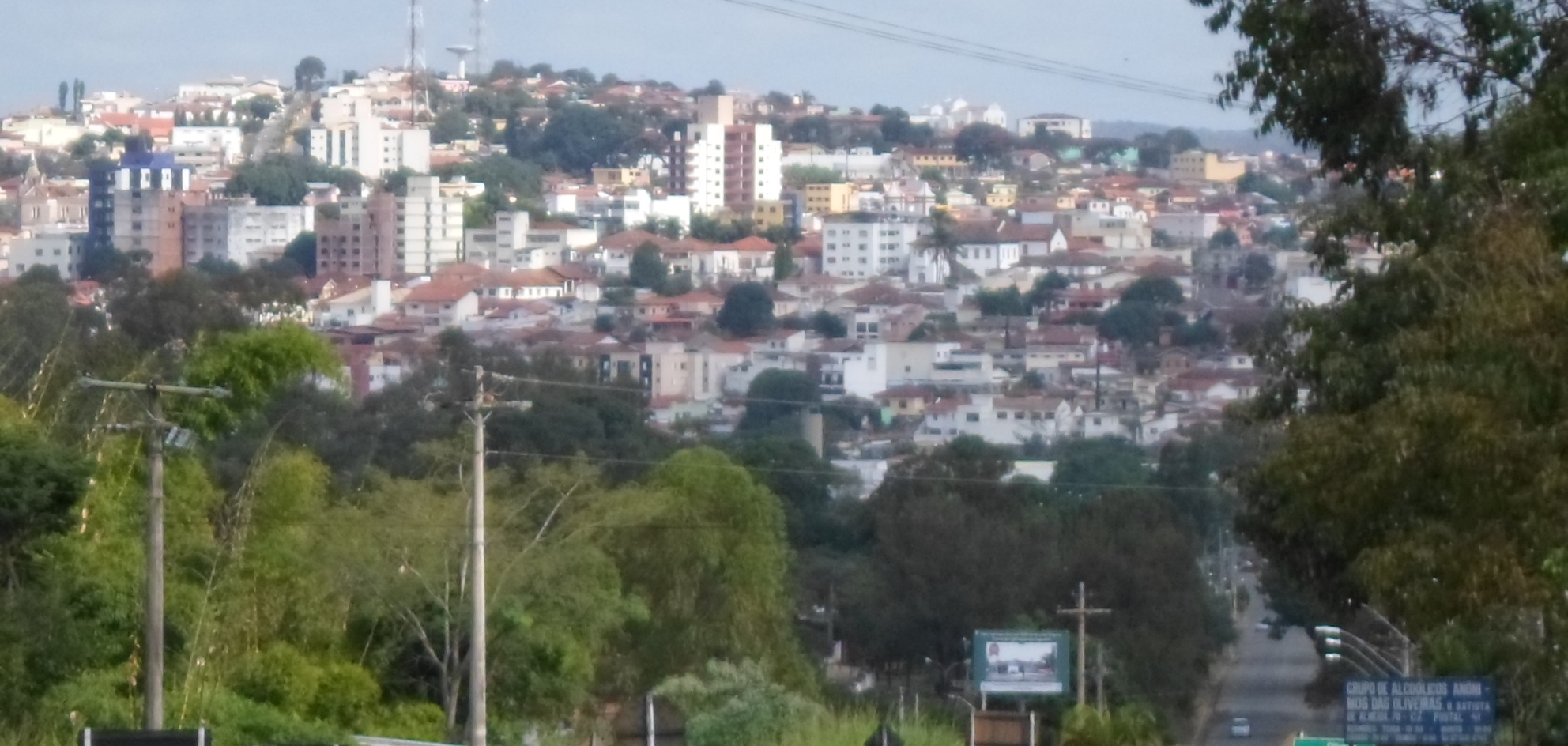
El centro de la ciudad.

La ciudad es conocida por presentar una gran infraestructura urbana y tiene el mayor servicio de urgencias en la región Centro-Oeste de Minas. La ciudad tiene una arquitectura marcada por la influencia ibérica, siendo la ciudad más europea de la región. La influencia se expresa por las grandes mansiones del siglo XIX, estatuas y monumentos. Las plazas y avenidas están bien decoradas y sus edificios son increíbles. Por ejemplo, la Catedral de Nuestra Señora de Oliveira tiene estilo gótico, y la antigua iglesia parroquial del siglo XVIII fue construida en el estilo barroco.

### Carreteras
Oliveira se encuentra en un punto privilegiado y es cortada por tres de las principales carreteras de Minas y de Brasil: BR-494, BR-369 y BR-381.

### Ferrocarriles

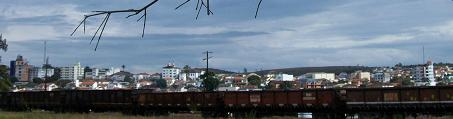
Ferrocarril Centro-Atlântica cortando la ciudad.

La ciudad es cortada por el Ferrocarril Centro-Atlântica, que conecta el interior de Brasil al litoral.

### Aeropuerto
Oliveira cuenta con un aeropuerto que tiene una pista de 1180 metros de largura por 20 metros de anchura y tiene capacidad para aterrizajes de aeronaves pequeñas y medianas. También cuenta con una terminal de carga y descarga.

## Subdivisiones

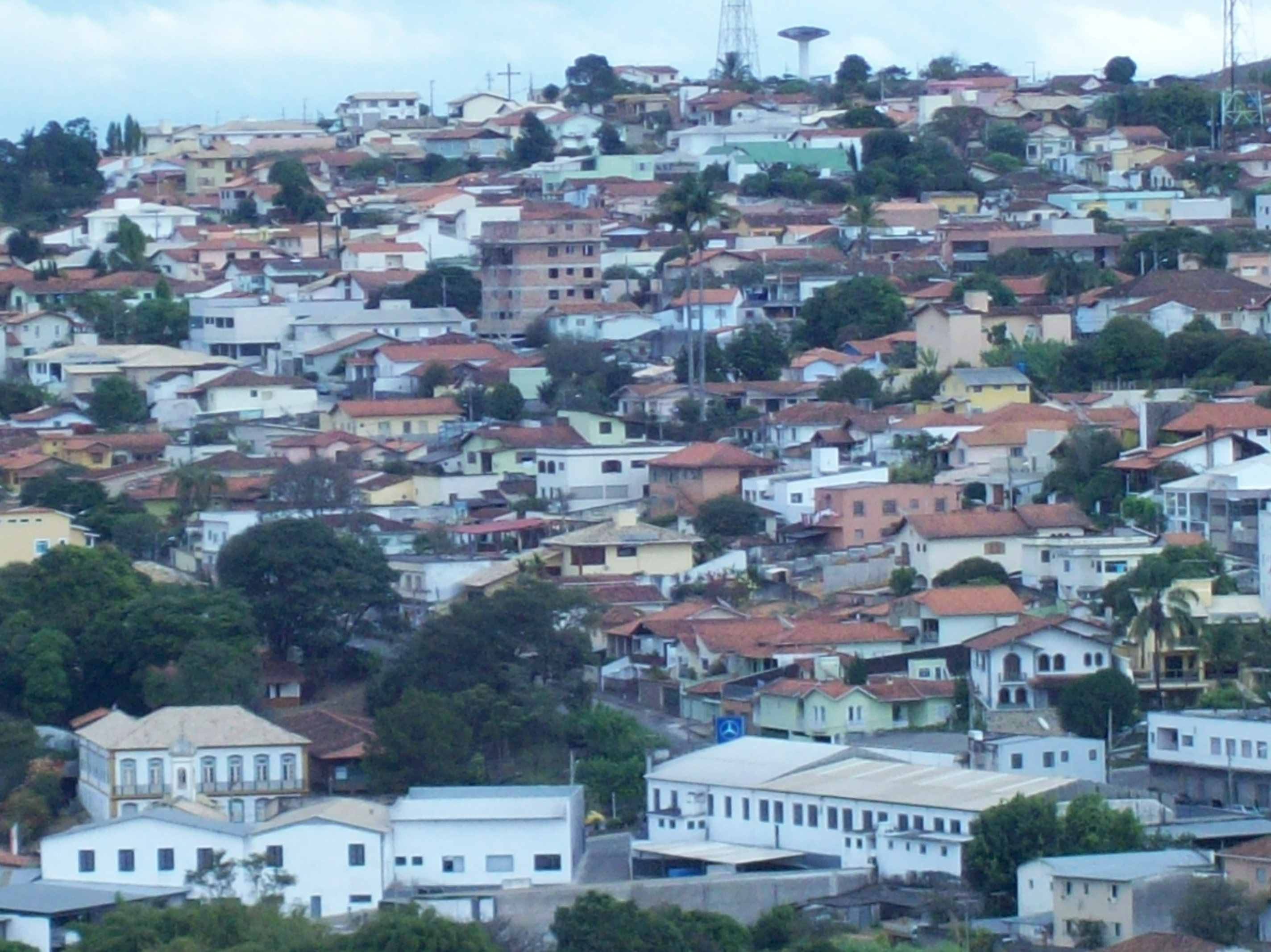
Barrio Dueña Sinhaninha, zona de clase media alta

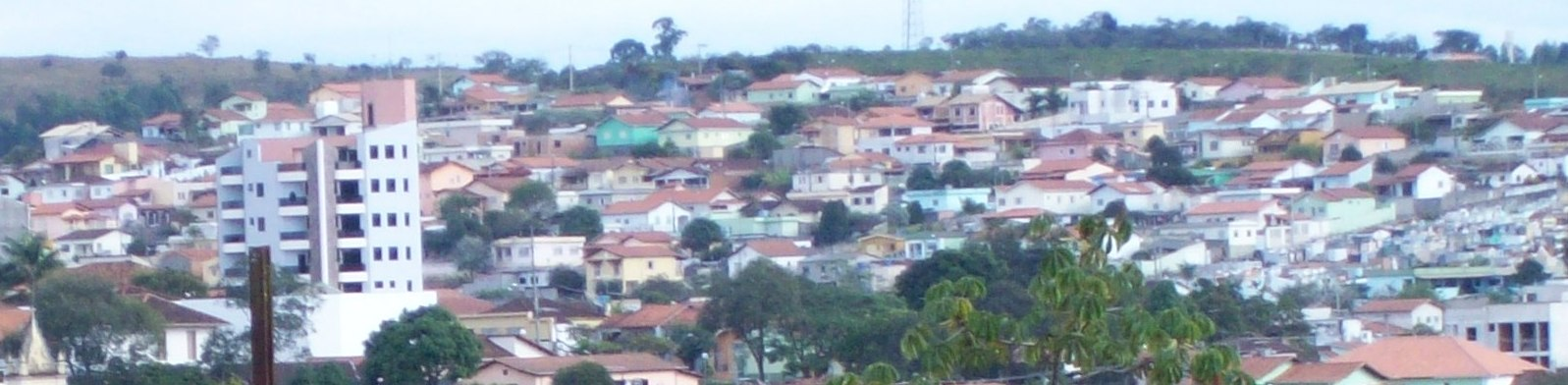
Barrio Acácio Ribeiro, tradicional barrio de clase media

El área urbana se divide en 51 barrios o regiones, en los cuales están distribuidas más de 550 calles:

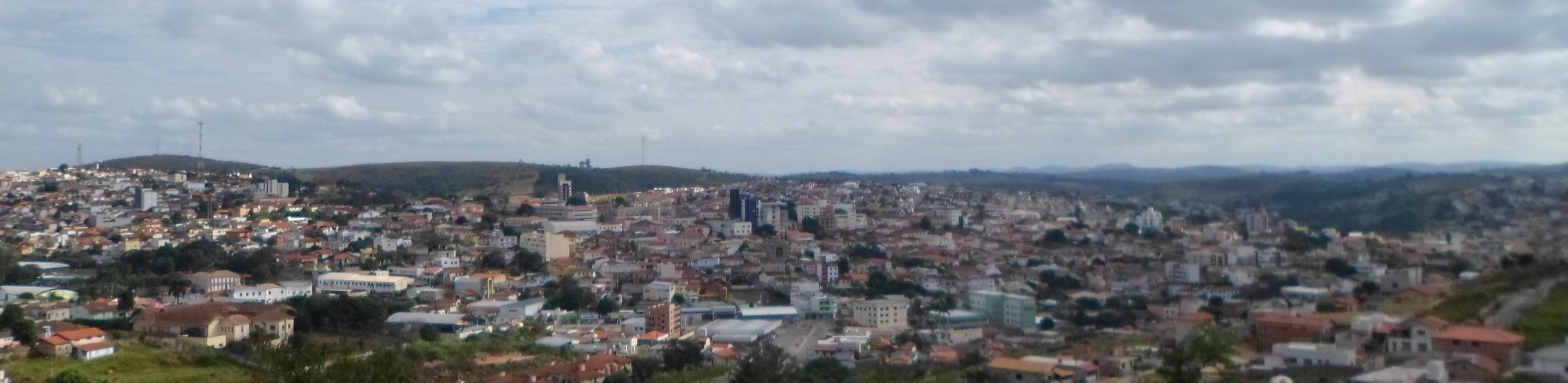
Aspecto del perímetro urbano de Oliveira, donde habitan cerca de 40.000 personas.

| - São Sebastião; - Acácio Ribeiro; - Acácio Ribeiro II; - Acácio Ribeiro III; - Centro; - Sinhaninha; - Rosário; - Santo Antônio; - Aparecida; - Caetano Mascarenhas; - Dona Zica; - Dom Bosco - Doctor From; - COHAB João Paulo II; - São Geraldo; - Jardim Panorâmico I; - Jardim Panorâmico II; - Eldorado; - Novo Eldorado; - Santo Antônio; - Barro Negro; - Triângulo; | - Cristo Redentor; - Santa María; - Segredo; - Graças; - Domingos Ribeiro; - Areões; - Distrito Industrial; - Cíntia; - Vila Progreso; - Cabrais; - Pedra Negra; - Santa Luzia; - Condomínio Roca Costa; - COHAB Elias Raimundo; - Maria Amélia; - Aldeia São Vicente; - Arthur Henrique de Melo; - São Bernardo; - Jardim dos Bandeirantes; - Retiro das Pedras; - Oscar Faria Lobato; - Novo Horizonte; - Condomínio Vila Rica; - Distrito Industrial; - Vale do Sol; - São Dimas; - Bela Vista. |

## Sociedad

### Indicadores sociales y demográficos
Los indicadores sociales del municipio en 2000 (Caminos - UFMS)
- Tasa de crecimiento: 1,50%
- Esperanza de vida al nacer (en años): 72,00
- Índice de educación (IDHM-Y): 0,841
- Índice de longevidad (IDHM-L): 0,783
- Índice de renta (IDHM-R): 0,686
- Índice de Desarrollo Humano (IDH): 0,770
- Colocación en el ranking estatal: 164°  (en 853 municipios)
- Colocación en el ranking regional (Sudeste): 611.º (en 1666 municipios)
- Colocación en el ranking nacional: 1315.º (en 5507 municipios)
- Tasa de alfabetización de adultos: 90,39% (2000)
- Población: 41181 (80.º en 853 municipios/2013)

### Evolución de la población
- 1970: 26502
- 1980: 29586
- 1991: 32222
- 2000: 37250
- 2010: 39469
- 2013: 41181

Un hecho relevante es el envejecimiento de la población en la ciudad, más anticipado del que el ya previsto por la población de Brasil en general. Bajas tasas de natalidad y mortalidad en la ciudad es la principal causa. Según el censo de 2010 del IBGE, la población de Oliveira tiene un proceso de envejecimiento más rápido que el estado de Minas Gerais y el resto del país.

## Economía
La economía de la ciudad es basada principalmente en el sector de servicios. En el sector industrial destacan Baptista de Almeida (fábrica de dulces y caramelos Santa Rita) y Kromberg y Schubert (multinacional alemana).
División por sectores (% del PIB)
- Agrícola: 17%
- Industria: 33%
- Servicios: 50%

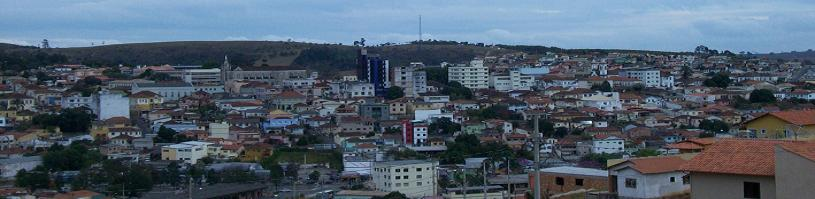
La principal actividad económica del municipio es basada en el sector terciario. En las últimas décadas, se observa un esfuerzo para hacerse polo industrial.

Entre los años 2005 y 2012, Oliveira presentó un fuerte crecimiento en el ámbito económico, social, y en lo que concierne a la modernización en altos niveles de la ciudad en relación con su estructura urbana. En una encuesta recientemente publicada, que trazó la concentración de miseria en Brasil, la proporción de los pobres de la ciudad está a menos de 1,5% de toda su población, muy por debajo del promedio nacional de 8,5%. Oliveira se encuentra en una de las regiones más ricas del estado de Minas Gerais. Teniendo en cuenta el ingreso promedio mensual per cápita, Oliveira es la ciudad más importante en comparación con las ciudades vecinas:
| Ciudad                      | Media Mensual(en reales) |
| --------------------------- | ------------------------ |
| 1.º Oliveira                | R$ 653,61                |
| 2.º Campo Belo              | R$ 647,36                |
| 3.º Cláudio                 | R$ 639,46                |
| 4.º Itapecerica             | R$ 608,81                |
| 5.º Carmo da Mata           | R$ 591,77                |
| 6.º Carmópolis de minas     | R$ 581,83                |
| 7.º Bom Sucesso             | R$ 567,02                |
| 8.º Santo Antônio do Amparo | R$ 459,30                |
| 9.º São Francisco de Paula  | R$ 460,94                |

## Religión
Tradicionalmente, el oliveirense es religioso. Como la historia de la ciudad se basa en la cultura ibérica traído por sus fundadores portugueses, el catolicismo es predominante en la ciudad. Sin embargo, también existen otras religiones menos populares en la ciudad. 

### Catolicismo
En consonancia con el censo del IBGE en 2010, existen 34938 católicos en Oliveira, lo que comprende en torno a 84% de la población. 
Cómo dicho anteriormente, el oliveirense tradicional es una persona religiosa. El catolicismo fue traído por los colonizadores portugueses y aún es fuerte en la ciudad. Esta tradicão culminó en la implantación de la diócesis en el municipio en 1941.
Fundada el 20 de diciembre de 1941 por Bula Quo fructus uberiores del Papa Pío XII, el resultado de una ruptura de la Arquidiócesis de Belo Horizonte. Se localiza en la región centro-sur del Estado de Minas Gerais, limitando con las Arquidiócesis de Bello Horizonte y Mariana y con las diócesis de Campanha, Divinópolis, Luz y São João del Rey. Con casi 8000km², tiene una población de 300 mil habitantes aproximadamente.  En total hay 28 parroquias distribuidas en los municipios de: Aguanil, Bom Sucesso, Campo Bello, Cana Verde, Candeias, Carmo da Mata, Carmópolis de Minas, Cristais, Desterró de Entre Ríos, Itaguara, Oliveira, Passa Tempo, Perdões, Piracema, Ribeirão Vermelho, Santana do Jacaré, Santo Antônio do Amparo, São Francisco de Paula y São Tiago.

### Otras Religiones
Aunque la mayoría de la población de Oliveira es católica, existen otras religiones con un número más pequeño de seguidores. Según el censo del IBGE de 2010, otras religiones como el espiritismo y el protestantismo también tienen un considerable número de seguidores. Personas sin ninguna religión también pueden ser encontradas en la ciudad. La siguiente lista resume la religiosidad del 16% restante de la población:
Número de seguidores de religiones más pequeñas
- Protestantes: 3,373
- Espiritistas: 398
- Sin Religión: 324 (62 ateos)
- Testigos de Jehová: 179
- Budismo: 22
- Umbanda y Candomblé: 13

## Administración
- Alcalde: João da Batista de Sousa (2013/2016)
- Vicealcalde: Salatiel Alvim Lobato
- Presidente de la Cámara de Concejales: Leonardo Ananias Leão
- Vicepresidente de la Cámara de Concejales: Francisco José Ribeiro Filho

## Cultura

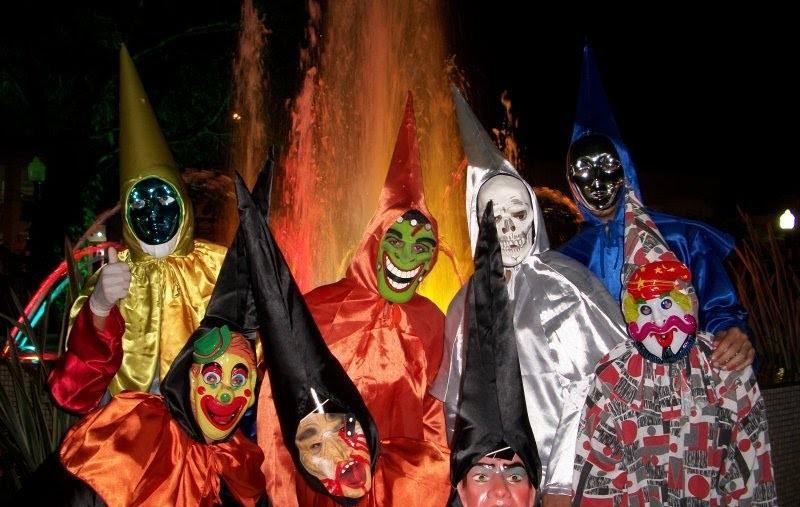
Cainágua, tradición centenária del carnaval de Oliveira.

La ciudad tiene un carnaval reconocido como uno de los mejores de Minas Geraiss. Su figura principal es el Cainágua, que no es más que una réplica adaptada de los enmascarados del Carnaval de Venecia, donde los nobles se mezclaban a la multitud en las fiestas. Siendo así de igual manera, el Cainágua fue creado a partir de brincadeiras antiguas donde las personas se vestían y usaban máscaras, quedando irreconocibles y permitiéndose así el contacto de diversos tipos de juerguistas. Otra característica peculiar del carnaval oliveirense es el bloque "Por el amor de Dios", creado por José Alberto Machado da Silva y al que luego daría continuidad Mauricio Almeida, que alegra las noches del viernes con sus audaces juerguistas.
La ciudad tiene una fuerte identidad cultural, construida a través de más de dos siglos e influenciada en gran medida por el lado portugués de la ciudad junto con la herencia de otras personas que vienen a Brasil. Esos juntos, construyeron una serie de manifestaciones típicas de la ciudad. Al igual que el carnaval, son muy significativas su Semana Santa y el Congado.

## Turismo

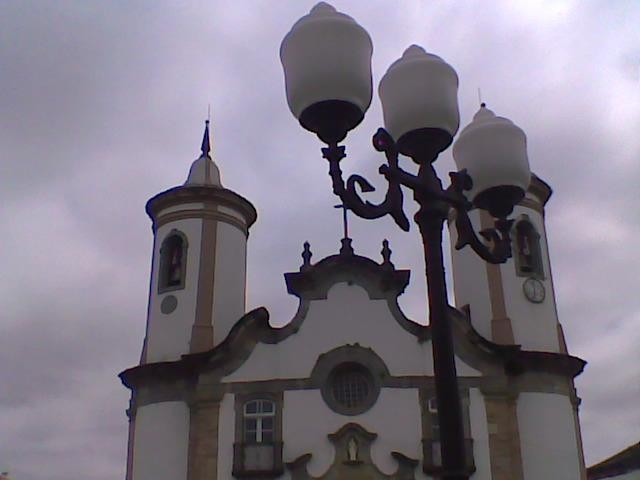
Vieja Matriz en el estilo barroco del, erguida por los portugueses en honra de Nuestra Señora de Oliveira. Una de las únicas en ese estilo en el mundo a tener dos campanarios circulares.

Los puntos turísticos más comentados y buscados son: "La Gran Estatua del Cristo Redentor, la Casa de la Cultura Carlos Chagas, y la Vieja Iglesia Matriz en el estilo barroco. Su aspecto urbano es impresionante, a ejemplo del Bulevar, que circunda la ciudad, y de sus jardines y plazas. Recientemente, el centro de la ciudad fue considerada histórica y está protegido por el patrimonio cultural. La parte céntrica de la ciudad aún detiene varias construcciones del siglo XIX, la gran mayoría en buen estado de conservación. Lo que entra en consonância con las nuevas tendencias de preservación, orientadas por la UNESCO, tratando el paisaje cultural como patrimonio histórico.

## Oliveirenses ilustres
- Áureo Ameno
- Carlos Chagas
- Eliseu Resende
- Emílio Haddad Filho
- Fernando Mitre
- José Maria Pinto
- José Oiticica
- Maurício Chagas Bicalho
- Nelson Ferreira Leite
- Olavo Romano
- Paulo Pinheiro Chagas
- Paulo Roberto Haddad
- Silvio Carvalho Mitre
- Werley Ananias de Silva
- Gabriel de Andrade Janot Pacheco